# Iso Myllyjärvi
Iso Myllyjärvi är en sjö i Gällivare kommun i Lappland och ingår i Råneälvens huvudavrinningsområde. Sjön har en area på 0,0983 kvadratkilometer och ligger 354,2 meter över havet.

## Delavrinningsområde
Iso Myllyjärvi ingår i det delavrinningsområde (742381-173250) som SMHI kallar för Namn saknas. Medelhöjden är 370 meter över havet och ytan är 17,2 kvadratkilometer. Det finns ett avrinningsområde uppströms, och räknas det in blir den ackumulerade arean 31,48 kvadratkilometer. Ruokojoki som avvattnar avrinningsområdet har biflödesordning 4, vilket innebär att vattnet flödar genom totalt 4 vattendrag innan det når havet efter 168 kilometer. Avrinningsområdet består mestadels av skog (54 procent) och sankmarker (45 procent). Avrinningsområdet har 0,1 kvadratkilometer vattenytor vilket ger det en sjöprocent på 0,6 procent.